# 이지영 (고려)
이지영(李至榮, ? ~ 1196년)은 고려 중기의 무신이며 무신정권 집권자인 이의민의 아들이다. 본관은 경주(慶州) 또는 정선(旌善)이다.

## 생애
이의민의 둘째 아들로 태어났으며 이지순의 동생이었다. 그는 경대승이 죽은 후, 아버지 이의민이 무신정권의 집권자가 되자 무척 횡포를 심하게 부렸으며 그 때문에 그의 동생인 이지광과 함께 쌍도자(雙刀子)라고 불릴 정도였다. 그러다 1196년에 최충헌이 정변을 일으켜 그의 아버지 이의민을 살해했을 때 그 역시 최충헌에게 죽임을 당했다.

## 가족 관계
- 아버지 : 이의민(李義旼)
- 형 : 이지순(李至純)
- 동생 : 이지광(李至光)

## 이지영이 등장한 작품
- 《무인시대》(KBS, 2003년~2004년, 배우:정의갑)